# تپه هنگ‌آباد
تپه هنگ‌آباد مربوط به دوره اسلامی قرن ۶ تا ۸ ه.ق است و در شهرستان پیرانشهر، بخش مرکزی، دهستان منگور غربی، روستای هنگ آباد واقع شده است. این اثر در تاریخ ۳۰ دی ۱۳۸۵ با شمارهٔ ثبت ۱۶۸۴۴ به عنوان یکی از آثار ملی ایران به ثبت رسیده است.